# Leistungsprüfsystem
Das Leistungsprüfsystem (LPS) ist ein Intelligenztest und wurde von Wolfgang Horn entwickelt. Inzwischen liegt eine Überarbeitung des Tests, das LPS-2 (Kreuzpointner, Lukesch & Horn, 2013), vor. Ebenfalls gibt es das LPS 50 +, eine Testvariante für ältere Probanden (50- bis 90-Jährige), entwickelt von Sturm, Willmes und Horn (2015).

## Geschichte und Entwicklung
Entwickelt wurde der Test zur Einschätzung der Schuleignung sowie zur Diagnose von Hirnschädigungen. In seiner Grundform existiert der Test seit 1962, wobei er damals noch Begabungstestsystem genannt wurde. Die Dauer der Testentwicklung betrug etwa 14 Jahre. Das LPS basiert auf Thurstones Primärfaktorenmodell, wobei jeder der wichtigsten Primärfaktoren mit insgesamt 15 Untertests von ca. 40 Aufgaben erfasst wird.
| Primärfaktor                 | Untertests im LPS |
| ---------------------------- | ----------------- |
| Sprachverständnis            | 1, 2, 5, 6, 12    |
| schlussfolgerndes Denken     | 3, 4              |
| Wortflüssigkeit              | 5, 6              |
| Feldabhängigkeit, Gedächtnis | 10, 11            |
| Raumvorstellung              | 7, 8, 9, 10       |
| Auffassungsgeschwindigkeit   | 13, 14            |
| Umgang mit Zahlen            | Arbeitsbogen      |

## Testaufbau
Der Test besteht aus den Parallelformen A und B zu jeweils 2 DIN A4 Seiten.
Untertests und Aufgabenbereiche:
- 1. und 2. UT: Worterkennung, Allgemeinbildung, verbales Wissen, Rechtschreibung

- 3. UT: Erkennung von (Un-)Regelmäßigkeiten in geometrische Figuren

- 4. UT: wie der 3. Test, mit Zahlen und Buchstaben

- 5. UT: Worterkennung, Wortflüssigkeit, Temperament

- 6. UT: Wortflüssigkeit, verbales Wissen

- 7. UT: Erkennung von Regelmäßigkeiten

- 8. und 9. UT: Räumliches Vorstellungsvermögen, Symbolvergleich

- 10. UT: Erkennen des Wesentlichen in einer Figur, Introversion, geistige Unabhängigkeit

- 11. UT: Erkennen verstümmelter Bilder und Wörter, visuelle Gedächtnisvorstellung

- 12. UT: Worterkennung

- 13. UT: Wahrnehmungsgeschwindigkeit: Zählung von Nullen

- 14. UT: Vergleichen mit Test 13

- Arbeitsbogen: 10 Zahlenblöcke, Quersummenbildung, Endziffer des Ergebnisses in der Zeile

markieren (pro Block sind 40 Zeilen vorhanden) = Mathematisches Verständnis,
Ausdauer, Motivation.

## Durchführung
Das LPS kann als ein Individual- und Gruppentest durchgeführt werden, wobei zwei parallelen Formen (A und B) und Testlängen verwendet werden können.
Die Langform benötigt eine Testzeit von ca. 2 Stunden, die Kurzform (LPS-K mit den Untertests: 1, 2, 3, 5, 9, 10 und 12) etwa 30 Minuten.
Zudem existiert eine Fassung für Menschen über 50 (LPS-50+, ohne Untertest 8 und der Arbeitskurve), bei der die Untertests doppelt so groß abgebildet sind und eine Computerversion einiger Untertests des LPS.
Die Probanden führen die einzelnen Tests nacheinander durch, wobei bei jedem Test eine bestimmte Zeitvorgabe eingehalten werden muss. Jeder Untertest beginnt mit relativ einfachen Aufgaben und nimmt in der Aufgabenschwierigkeit zu.
- Beispiel: Untertest 1 besteht aus einer Reihe von 40 Hauptwörtern, die jeweils einen Fehler enthalten. Der Proband muss alle Fehler innerhalb von 2 Minuten finden. Hierzu gab es zwei erklärende Beispielitems 1. Beispielitem: „Kraide“

## Auswertung
Die Auswertung erfolgt mittels Schablonen. Die so ermittelten Rohwertsummen werden anhand von Normtabellen (Altersbereich: 9 bis 50+) in altersrelativierte C-Werte (Mittelwert von 5, Standardabweichung von 2) transformiert und in ein Profil eingetragen.

## Gütekriterien

### Objektivität
- Die Durchführungsobjektivität ist durch ein standardisiertes Verfahren und die Verwendung einheitlicher Testmaterialien und Zeitvorgaben gegeben.
- Die Auswertungsobjektivität ist durch die Verwendung einer Schablone gegeben.
- Interpretationsobjektivität ergibt sich durch die Normtabellen.

### Reliabilität
- Die Split-Half-Reliabilität des Gesamttests liegt bei .99
- Die Paralleltest-Reliabilität liegt bei .94
- Die Retest-Reliabilität der Untertestgruppen für einen Zeitraum von 2 bis 3 Jahren zwischen .67 und .85 und für die Gesamtbatterie bei .87.

### Validität
- Verschiedene Faktorenanalysen ergaben vier Faktoren: einen Reasioningfaktor (Untertest 3,4) einen Verbalfaktor (Untertest 1, 2, 6, 12), einen Faktor räumliches Vorstellen (Untertest 7–11) und einen Faktor Wahrnehmungsgeschwindigkeit (Untertest 13 und 14).
- Es besteht eine Korrelation von .73 zwischen dem LPS und dem Intelligenz-Struktur-Test.
- Intelligenzeinschätzungen von Lehrern korrelierten mit der LPS-Gesamtleistung zu .47, mit den Untertests 1 bis 6 zu .61 und mit den Untertests 7 bis 10 zu .16.

## Nebengütekriterien

### Normierung
- Der Test wurde an etwa 10.000 Personen im Alter von 9 – 50 Jahren standardisiert. Auch die Altersstufen 50 – 90 Jahre wurden bei einer weiteren Version berücksichtigt.

### Fairness, Vergleichbarkeit
- Die Fairness wird durch straffe, eindeutige Testanweisungen und gleiche Testbedingungen erreicht. Der Test ist mit allen Tests vergleichbar, die auf den Primärfaktoren von Thurstone beruhen z. B. WIT (Wilde-Intelligenztest), PSB (Prüfsystem für Schul- und Bildungsberatung).

- Da einige Aufgaben Rechtschreibkenntnisse erfordern, kann dies zur Unterschätzung der intellektuellen Fähigkeiten bei Personen mit Rechtschreibschwierigkeiten führen. Bei solchen Personen sollte daher auf eine Intelligenzdiagnose mit dem LPS verzichtet werden.

### Ökonomie
- Der Test umfasst 960 Aufgaben auf zwei DIN-A4-Bögen. Die Auswertung erfolgt mittels Schablone und die Ergebnisse werden auf den Testbögen notiert, somit entfällt die Übertragung auf einen Antwortbogen und die Kontrolle von Testheften entfällt.
- Es sind nur eindeutige Antworten möglich.
- Der Test kann auch eingeschränkt (Untertests: 1+2, 4, 6, 9, 12, 14, und 1 der Arbeitsbogen) oder zur Kurzdiagnose (Untertests: 1+ 2, 4, 12) eingesetzt werden.